# Arxiu Comarcal de les Garrigues
L'Arxiu Comarcal de Les Garrigues, a les Borges Blanques, és un equipament d'arxiu comarcal que vetlla per la preservació, el tractament arxivístic i la difusió del patrimoni documental de la comarca de les Garrigues. S'inaugurà el 26 de gener de 2024 coincidint també amb els 40 anys de la Xarxa d'Arxius Comarcals.

## Història
El 2006 el Grup d'arxivers de Lleida van denunciar el retard en dotar la comarca de les Garrigues d'un arxiu comarcal.
El projecte bàsic i executiu encarregat pel Departament de Cultura i Mitjans de Comunicació es va adjudicar l’any 2008 i s'entregà revisat i visat pels diferents interlocutors a finals del 2009 (Col·legi d’Arquitectes, Servei d’Obres del Departament de Cultura i Mitjans de Comunicació, Subdirecció General d'Arxius i Gestió Documental i Ajuntament de Borges Blanques).
El 2012 s'estava gestionant la documentació per a la licitació i construcció. L'equipament havia de disposar de totes les instal·lacions necessàries d'un arxiu d'última generació amb una capacitat de més de set quilòmetres de documents. Tot i que la construcció era prevista pel període 2012-2014, el 2014 encara no havia començat.
El Grup d'arxivers de Lleida van insistir el 2014 en les crítiques per a denunciar "el dèficit cultural més significatiu que té la comarca".
Les obres de construcció de l'arxiu no van començar fins al març de 2021 i l'equipament s'inaugurà finalment el 26 de gener de 2024.

## Edifici
L'edifici de l'arxiu s'ha construït a l'espai que anteriorment ocupava la caserna de la Guàrdia Civil, al raval del Carme.